# Prasophyllum
Prasophyllum es un género de orquídeas de la subfamilia Orchidoideae dentro de la familia Orchidaceae. Tiene 206 especies descritas y de estas solo 130 aceptadas.

## Descripción
Son orquídeas de hábitos terrestres que se encuentran en Australia y Nueva Zelanda con tubérculo globoso a subglobosa, carnoso, desnudo que produce un hoja basal, sesil, cilíndrica, glabra. Florece en una inflorescencia racemosa o espigada, con pocas a muchas flores.

## Taxonomía
El género fue descrito por Robert Brown  y publicado en Prodromus Florae Novae Hollandiae 317. 1810.

## Especies dePrasophyllum
- Lista de especies de Prasophyllum